# Luzy
Luzy is een gemeente in het Franse departement Nièvre (regio Bourgogne-Franche-Comté). De plaats maakt deel uit van het arrondissement Château-Chinon (Ville). Luzy telde op 1 januari 2022 1.983 inwoners.

## Geschiedenis

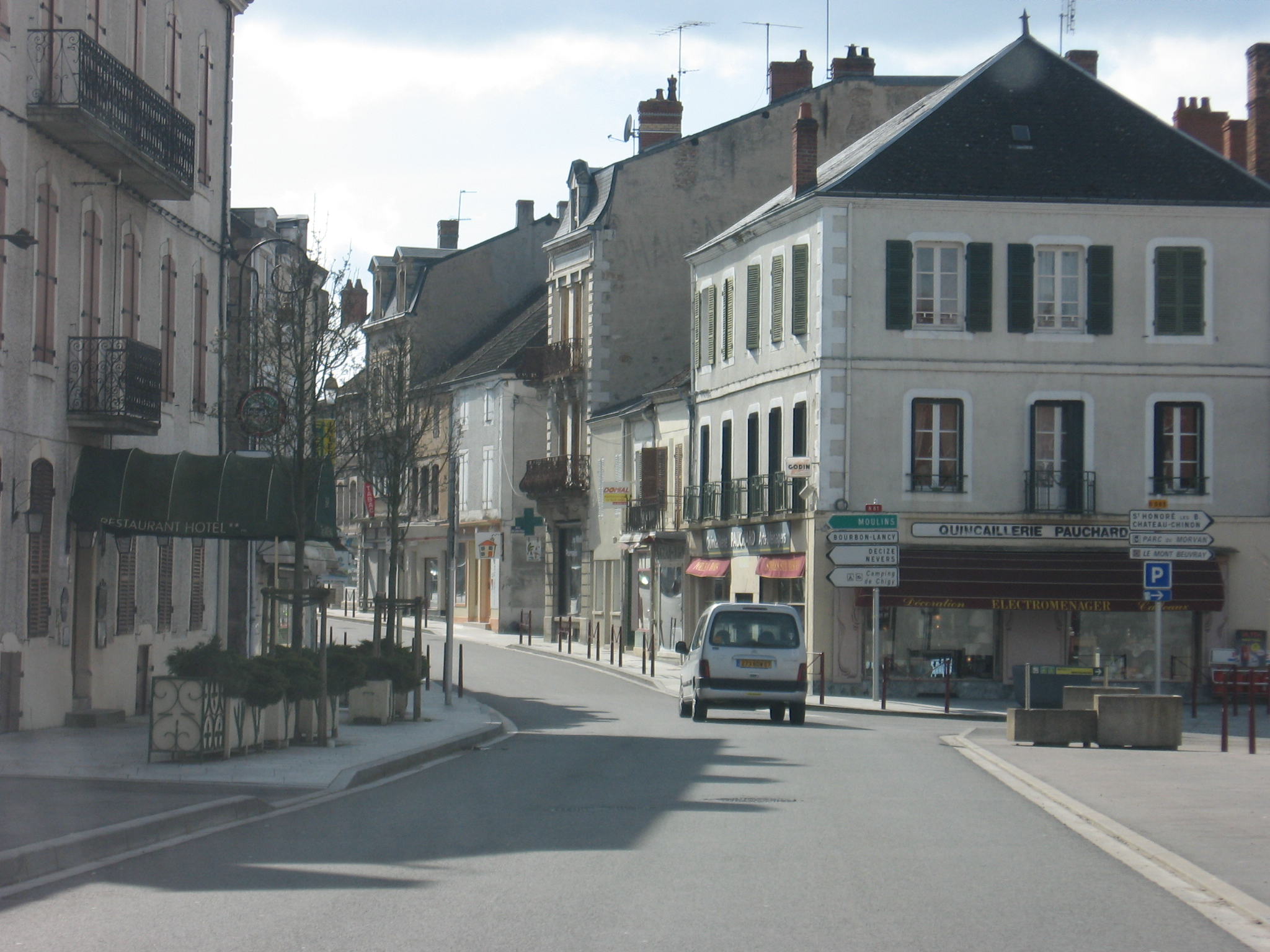
Luzy

Bisschop Germanus van Parijs (496–576) heeft zijn studie deels in Luzy gevolgd. Luzy was tijdens de Middeleeuwen de zetel van een krachtige baronie. In de 13e eeuw verkregen de inwoners de stadsrechten en mochten ze in de 15e eeuw de stad met een muur omgorden om zichzelf te beschermen. Het was een actief handelscentrum en er waren meerdere leerlooierijen actief.
In 1867 is het station geopend op de spoorlijn Nevers - Dijon. Tien jaar later werd een veemarkt aangelegd nabij het station. Hier werd het vee verzameld dat via het spoor naar de grote steden werd vervoerd. De komst van de spoorweg luidde een bloeitijd in voor de gemeente. De Eerste Wereldoorlog heeft de ontwikkeling van Luzy stilgelegd; in die tijd zijn 140 inwoners gestorven.

## Geografie
De oppervlakte van Luzy bedroeg op 1 januari 2022 41,67 vierkante kilometer; de bevolkingsdichtheid was toen 47,6 inwoners per km². Het ligt ruim 30 kilometer ten zuidwesten van Autun aan de zuidkant van de Morvan. De Alène stroomt door de gemeente.

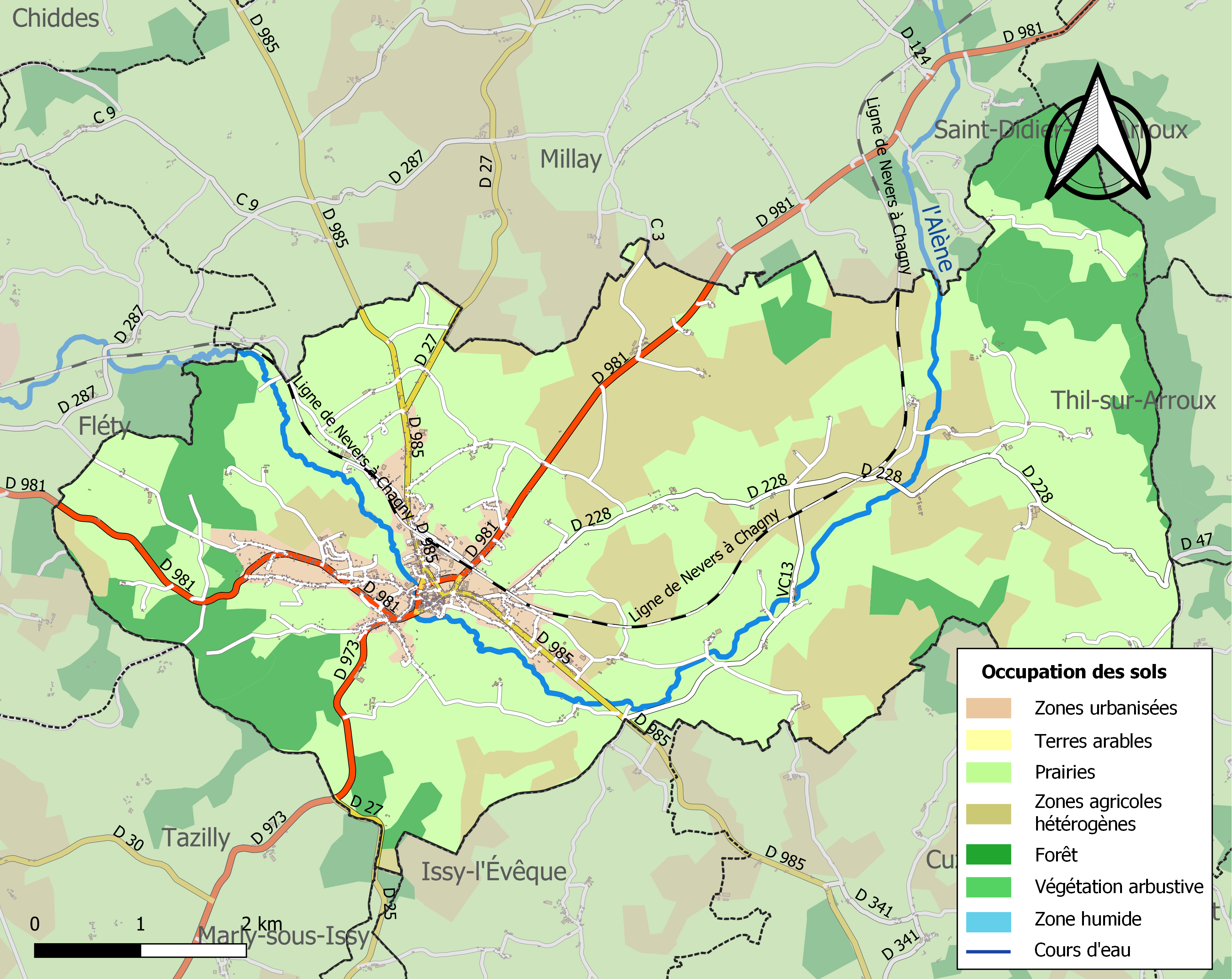
Kaart van de gemeente met de belangrijkste infrastructuur, bodemgebruik en omliggende gemeenten

## Demografie
In 1911 telde de gemeente 3.485 inwoners. Vanaf de Eerste Wereldoorlog is de ontvolking begonnen welke tot de jaren 1960 heeft geduurd. Daarna is de bevolking weer wat gegroeid maar tegen de eeuwwisseling was dat door crisis en sluiting van bedrijven weer tenietgedaan. De krimp heeft zich vervolgens verdergezet. Onderstaande figuur toont het verloop van het inwonertal (bron: INSEE-tellingen).

## Toerisme

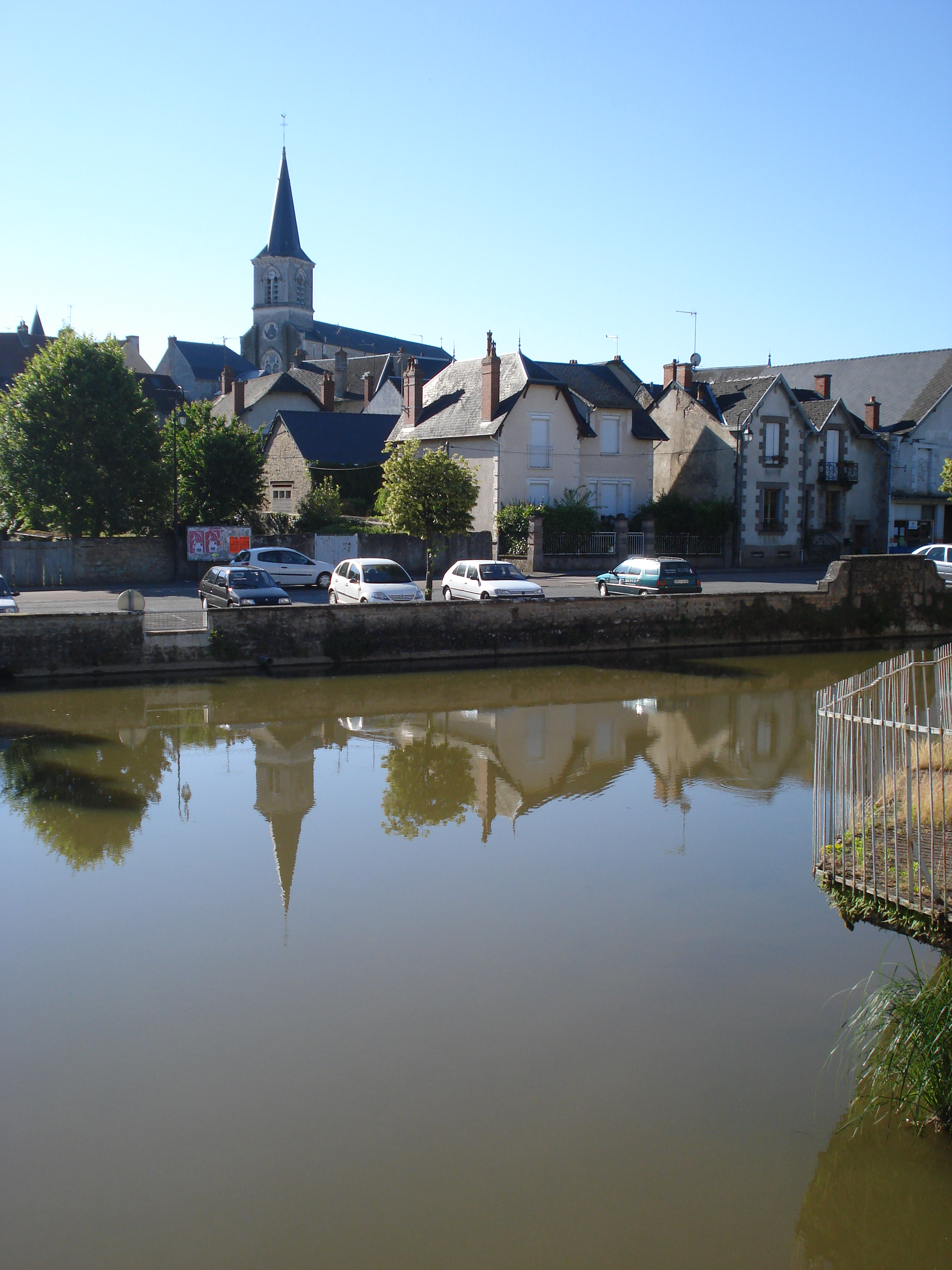
Luzy en de kerk Saint-Pierre

Luzy is een toeristisch centrum aan de zuidrand van de Morvan. Het heeft een hotel, campings en gîtes. Verder bevindt zich in het centrum een toeristisch bureau.
Het stadhuis herbergt wandtapijten van Aubusson uit de vroege achttiende eeuw, opgenomen sinds 1903 in de inventaris van historische monumenten. Acht stukken over het thema van Esthers tragedie zijn te zien in de Salle d'Honneur, deze zijn toegankelijk tijdens de openingsuren van het stadhuis.
In de Tour des Barons, de donjon van de verdwenen feodale burcht, is een museum gehuisvest. Het Musée de la Tour des Barons is alleen open in de zomer en laat in zes kamers de ateliers van de klompen- en kleermaker ontdekken, de werktuigen van weleer, het werk van naald en het klaslokaal van destijds. Van de stadsomwalling resten een stuk muur en twee torens.

## Geboren
- Jean-François Bernard (1962), wielrenner

## Partnergemeente
De partnergemeente van Luzy is Emmelshausen (Duitsland).